# Lacanau Pro
Ne doit pas être confondu avec Quiksilver Pro France.
Le Lacanau Pro est une compétition de surf qui se déroule chaque année au mois d'août à Lacanau, en Gironde. Il s'agit d'une étape inscrite au calendrier du World Qualifying Series, la ligue d'accès au circuit d'élite du championnat du monde de surf, le Championship Tour.

## Histoire
Il s'agit de la plus vieille compétition professionnelle de surf en France qui a vu le jour en 1979. Elle a été créée par plusieurs membres du Lacanau Surf Club, on l'appelle aussi le French Pro depuis 2005. Elle était sponsorisée par Soöruz de 2005 à 2016 (auparavant par Nokia) et depuis 2016 par Caraïbos.
Le Lacanau Pro était également connu sous le nom de Quiksilver Lacanau Pro à partir de 1989 pour 3 ans,.

## Palmarès
| 1979 | Greg Loehr                                           |                                                      |                                                      |                                                      |  |  |  |
| 1980 | Wayne Bartholomew                                    |                                                      |                                                      |                                                      |  |  |  |
| 1981 | Compétition annulée par manque de sponsor            | Compétition annulée par manque de sponsor            | Compétition annulée par manque de sponsor            | Compétition annulée par manque de sponsor            |  |  |  |
| 1982 | Thierry Fernandez                                    |                                                      |                                                      |                                                      |  |  |  |
| 1983 | Barton Lynch                                         |                                                      |                                                      |                                                      |  |  |  |
| 1984 | Mark Occhilupo                                       |                                                      |                                                      |                                                      |  |  |  |
| 1985 | Charlie Kuhn                                         |                                                      |                                                      |                                                      |  |  |  |
| 1986 | Tom Curren                                           |                                                      |                                                      |                                                      |  |  |  |
| 1987 | Barton Lynch                                         |                                                      |                                                      |                                                      |  |  |  |
| 1988 | Tom Carroll                                          |                                                      |                                                      |                                                      |  |  |  |
| 1989 | Martin Potter                                        |                                                      |                                                      |                                                      |  |  |  |
| 1990 | Tom Curren                                           |                                                      |                                                      |                                                      |  |  |  |
| 1991 | Damien Hardman                                       |                                                      |                                                      |                                                      |  |  |  |
| 1992 | Tony Ray                                             |                                                      |                                                      |                                                      |  |  |  |
| 1993 | Martin Potter                                        |                                                      |                                                      |                                                      |  |  |  |
| 1994 | Kelly Slater                                         |                                                      |                                                      |                                                      |  |  |  |
| 1995 | Victor Ribas                                         |                                                      |                                                      |                                                      |  |  |  |
| 1996 | Kaipo Jaquias                                        |                                                      |                                                      |                                                      |  |  |  |
| 1997 | Shane Powell                                         |                                                      |                                                      |                                                      |  |  |  |
| 1998 | Compétition annulée en 1/8e par manque de vagues     | Compétition annulée en 1/8e par manque de vagues     | Compétition annulée en 1/8e par manque de vagues     | Compétition annulée en 1/8e par manque de vagues     |  |  |  |
| 1999 | Tim Curran                                           |                                                      |                                                      |                                                      |  |  |  |
| 2000 | Rob Machado                                          |                                                      |                                                      |                                                      |  |  |  |
| 2001 | Joel Parkinson                                       |                                                      |                                                      |                                                      |  |  |  |
| 2002 | Flávio Padaratz                                      |                                                      |                                                      |                                                      |  |  |  |
| 2003 | Trent Munro                                          |                                                      |                                                      |                                                      |  |  |  |
| 2004 | Bede Durbidge                                        |                                                      |                                                      |                                                      |  |  |  |
| 2005 | Shaun Cansdell                                       |                                                      |                                                      |                                                      |  |  |  |
| 2006 | Michael Campbell                                     |                                                      | Jérémy Florès                                        |                                                      |  |  |  |
| 2007 | Jordy Smith                                          |                                                      |                                                      |                                                      |  |  |  |
| 2008 | Nathaniel Curran                                     |                                                      |                                                      |                                                      |  |  |  |
| 2009 | Joan Duru                                            |                                                      |                                                      |                                                      |  |  |  |
| 2010 | Wiggolly Dantas                                      | 14.23                                                | Alejo Muniz                                          | 12.70                                                |  |  |  |
| 2011 | Gabriel Medina                                       | 19.23                                                | Mitch Crews                                          | 15.36                                                |  |  |  |
| 2012 | Filipe Toledo                                        | 17.53                                                | Jack Freestone                                       | 13.50                                                |  |  |  |
| 2013 | Charly Martin                                        | 11.87                                                | Frederico Morais                                     | 10.90                                                |  |  |  |
| 2014 | Tanner Gudauskas                                     | 15.17                                                | Leonardo Fioravanti                                  | 11.33                                                |  |  |  |
| 2015 | Maxime Huscenot                                      | 15.60                                                | Nomme Mignot                                         | 13.60                                                |  |  |  |
| 2016 | Joan Duru                                            | 15.10                                                | Lucas Silveira                                       | 10.60                                                |  |  |  |
| 2017 | Marc Lacomare                                        | 15.83                                                | Dean Bowen                                           | 15.47                                                |  |  |  |
| 2018 | Ramzi Boukhiam                                       | 14.20                                                | Kalani Ball                                          | 13.76                                                |  |  |  |
| 2019 | Marco Mignot                                         | 17.70                                                | Gatien Delahaye                                      | 15.33                                                |  |  |  |
| 2020 | Édition annulée en raison de la pandémie de Covid-19 | Édition annulée en raison de la pandémie de Covid-19 | Édition annulée en raison de la pandémie de Covid-19 | Édition annulée en raison de la pandémie de Covid-19 |  |  |  |
| 2021 | Édition annulée en raison de la pandémie de Covid-19 | Édition annulée en raison de la pandémie de Covid-19 | Édition annulée en raison de la pandémie de Covid-19 | Édition annulée en raison de la pandémie de Covid-19 |  |  |  |
| 2022 |                                                      |                                                      |                                                      |                                                      |  |  |  |